# Verrotting

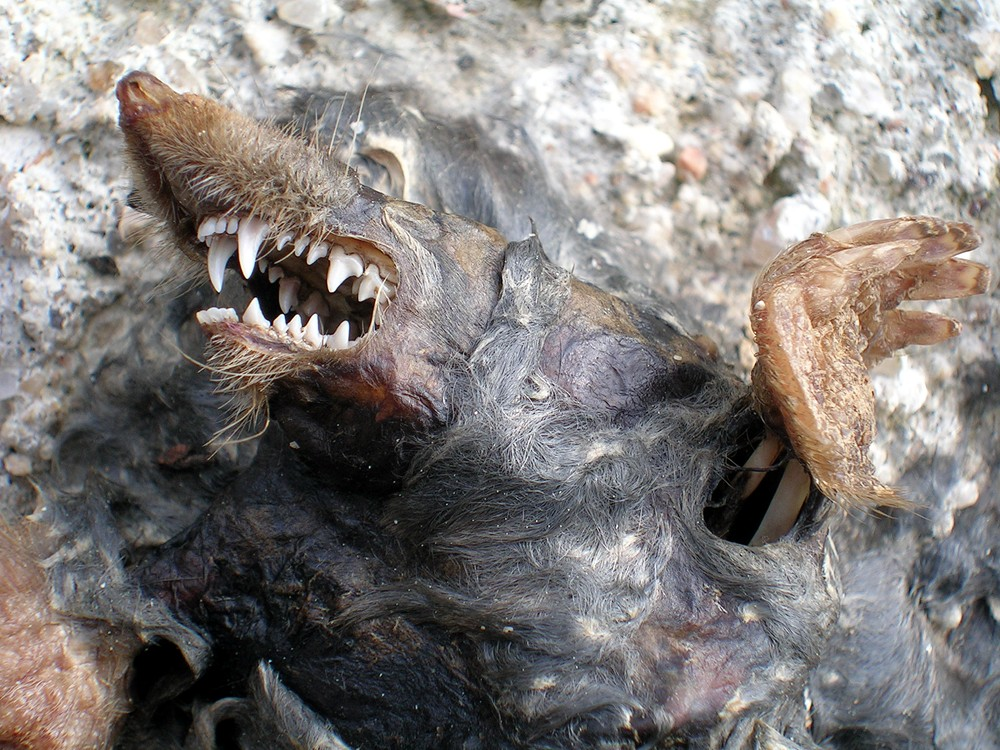
Rottende mol. De tanden verrotten het langzaamst.

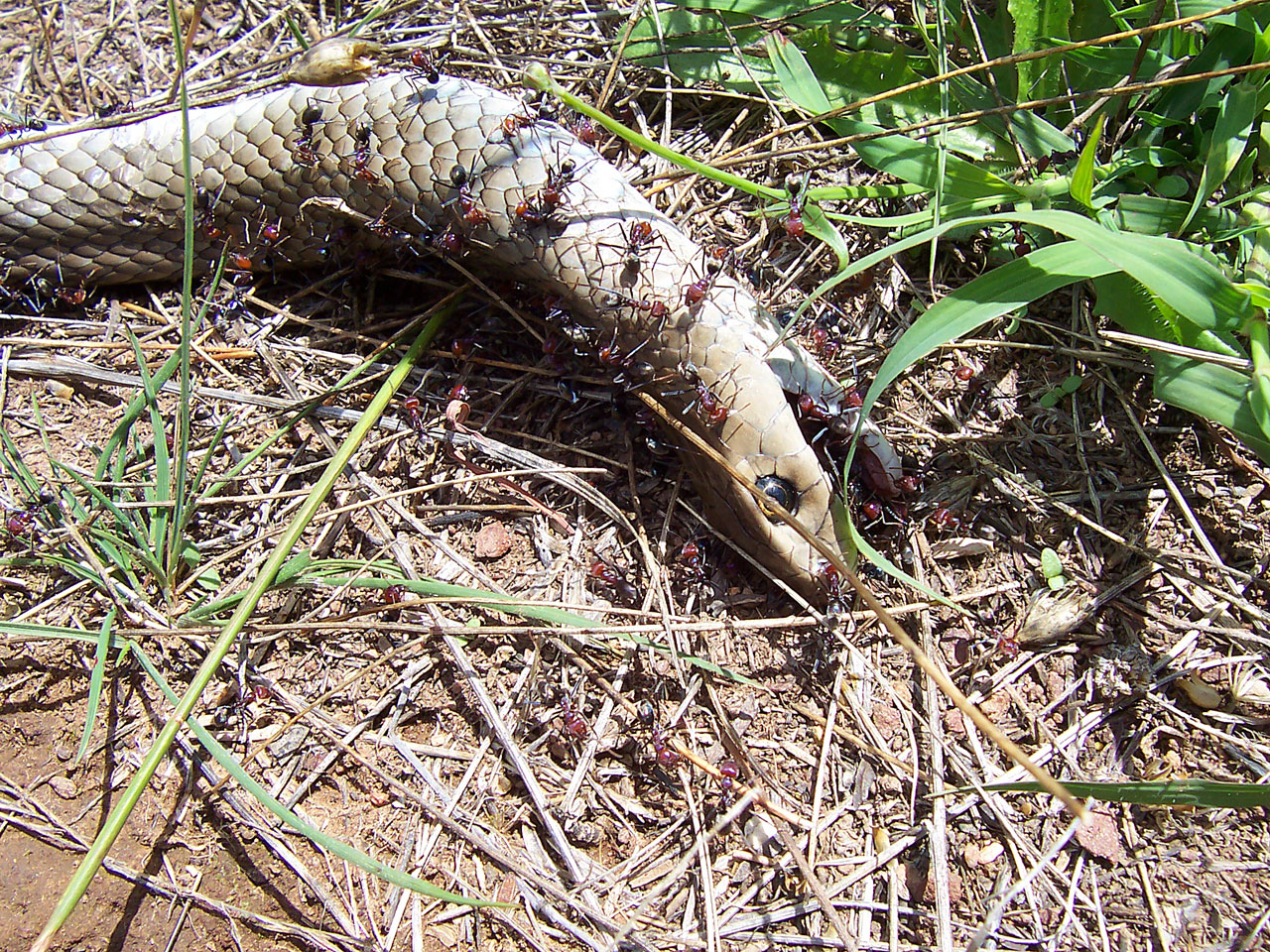
Mieren eten een dode slang.

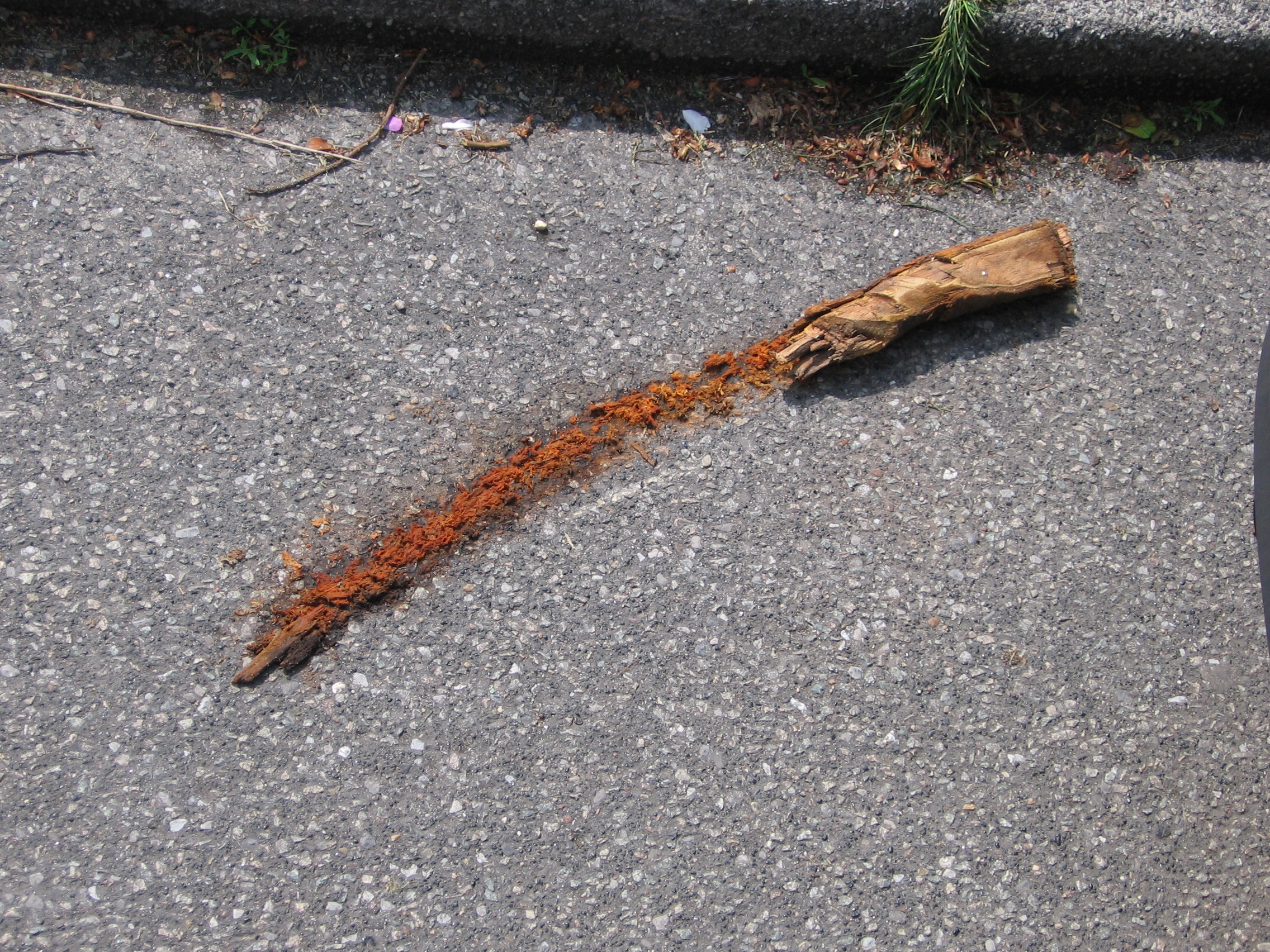
Rottend hout.

Verrotting is het uiteenvallen van dode organismen of dood organisch materiaal. Verrotting is biologische afbraak in het beginstadium, direct na de dood of het afsterven. Verrotting is te zien en te ruiken.

## Proces van lijkontbinding
Door het ontbreken van de vitale functies wordt de toevoer van energie naar de cellen stopgezet. Zonder toevoer van energie blijven deze nog korte tijd leven, van enkele minuten voor zenuwcellen tot enkele dagen bij sommige bindweefselcellen. Daarna gaan de cellen dood: de cellulaire dood, waarna het ontbindingsproces begint.
Verrotting van het dode lichaam of dierlijke materiaal wordt veroorzaakt door twee factoren: autolyse, het verteren van weefsels door de eigen interne chemische processen en enzymen in het lichaam; en de aantasting van weefsels door micro-organismen, waaronder bacteriën.
De bacteriën in het spijsverteringskanaal krijgen vrij spel als het afweersysteem wegvalt. De dode cellen worden voedsel voor deze bacteriën, waarbij gassen als CO2, H2S, NH3, CH4 en andere vluchtige afbraakproducten vrijkomen. De snelheid van het ontbindingsproces hangt sterk af van de omgevingsomstandigheden: hoe warmer en vochtiger, des te sneller. De huid verkleurt in de dagen na overlijden eerst tot groen en na ongeveer 2 weken wordt de huid zwart. De tijd die hiervoor nodig is hangt sterk af van de omgevingstemperatuur. De lichaamstemperatuur, die na het overlijden gedaald was tot de omgevingstemperatuur, begint na enige tijd weer te stijgen door de warmte die bij de afbraakprocessen vrijkomt. Door de geproduceerde gassen zet het lichaam op en kan een "waterlijk" gaan drijven. De verschillende gassen zorgen tevens voor de typische lijkenlucht.
De haren laten na 5 tot 8 dagen los. Na een week begint het lichaam op te zwellen door de gassen en vorming van het rottingsvocht. Na 2 weken ontstaan de rottingsblaren. De nagels laten 10 dagen na overlijden los.
Uiteindelijk zijn, na enkele weken, de weke delen (organen, huid) verteerd en omgezet in gassen en vloeistoffen en blijft het skelet over. In voor bacteriën ongunstige (bijvoorbeeld het ontbreken van voldoende vocht) omstandigheden kan het lichaam mummificeren.
De mate, snelheid en wijze waarop een dood organisme verrot, wordt sterk beïnvloed door factoren zoals:
- blootstelling aan micro-organismen zoals bacteriën, waarbij de
  - temperatuur en de
  - vochtigheid een belangrijke rol spelen.
- blootstelling aan insecten
- blootstelling aan carnivoren
- blootstelling aan knaagdieren
- grootte en gewicht van het lichaam
- balseming (al dan niet)
- diepgevroren
- bewaring in vloeibare stikstof: cryopreservatie

## Plantaardig materiaal

Een rottende perzik over een periode van zes dagen.

Verrotting van plantaardig materiaal wordt hoofdzakelijk veroorzaakt door micro-organismen zoals
- Bacteriën
- Insecten
- Schimmels

Houtrot wordt in de bebouwde omgeving voornamelijk veroorzaakt door houtrotschimmels.
Voor verrotting door micro-organismen is de beschikbare zuurstof, het vochtgehalte en de beschikbaarheid van onder andere stikstof van belang.
Plantaardig materiaal dient ook als voedsel voor dierlijke organismen, zowel vers als geconserveerd door onder andere droging (hooi). Hierbij wordt het materiaal in het maag-darmstelsel afgebroken door enzymen, vaak (mede) afkomstig van in de darmholte levende, symbiotische bacteriën en protozoa.